# Chương Thạch Xuyên
Chương Thạch Xuyên (tiếng Trung: 张石川; bính âm: Zhāng Shíchuān; Wade–Giles: Chang Shih-ch'uan; 1889–1953 hoặc 1890–1954) là một nhà khởi nghiệp, đạo diễn và nhà làm phim điện ảnh người Trung Quốc, được coi là một trong những cha đẻ của nền điện ảnh Trung Quốc. Ông và Trịnh Chính Thu là những người làm nên tác phẩm phim điện ảnh đầu tiên của Trung Quốc (không phải quay từ một vở kinh kịch) mang tên Nan phu nan thê (难夫难妻) vào năm 1913. Năm 1922, ông đồng sáng lập Công ty Minh tinh Điện ảnh (明星影片公司); đây là xưởng sản xuất phim lớn nhất xứ đại lục lúc bấy giờ, nằm dưới sự lãnh đạo của nhà làm phim họ Chương.
Thạch Xuyên đã chỉ đạo khoảng 150 bộ phim trong suốt sự nghiệp của mình, trong đó có Lao công chi ái tình (劳工之爱情 - 1922), tác phẩm điện ảnh Trung Quốc hoàn chỉnh lâu đời nhất còn sót lại ngày nay); Cô nhi cứu tổ ký (孤兒救祖記 – 1923), một trong bom tấn phòng vé phim ảnh Trung Quốc đầu tiên; Hỏa thiêu Hồng Liên Tự (火燒紅蓮寺 - 1928), bộ phim võ thuật đầu tiên và Ca nữ hồng mẫu đan (1931), bộ phim có tiếng đầu tiên của Trung Quốc.
Sau khi xưởng phim Minh tinh bị quân Nhật ném bom trong Trận Thượng Hải vào năm 1937, Chương Thạch Xuyên đã chuyển sang làm phim cho Công ty Sản xuất Phim Liên hiệp Trung Quốc do người Nhật điều hành tại Thượng Hải, dẫn đến việc ông bị cáo buộc phản quốc sau khi quân Nhật đầu hàng vào năm 1945. Ông chưa bao giờ hồi phục tâm trí sau cú sốc trước những cáo buộc đáng hổ thẹn đó, rồi qua đời vào năm 1953 hoặc 1954.

## Xuất thân
Chương Thạch Xuyên có tên khai sinh là Chương Vĩ Thông (张伟通), chào đời tại quận Bắc Lôn, thành phố Ninh Ba, tỉnh Chiết Giang. Thạch Xuyên là tên tự của nhà làm phim, ban đầu được viết với hai ký tự khác là Thực Xuyên (蚀川). Cha ông tên là Chương Hòa Cự (张和巨), một thương lái nhỏ chuyên buôn bán tằm. Cha của Thạch Xuyên qua đời năm ông 16 tuổi, từ đó ông bỏ học và chuyển đến Thượng Hải để sống cùng chú ruột Kinh Nhuận Tam (经润三), một thương gia tư sản mại bản làm ăn phát đạt. Tại Thượng Hải, ông làm việc tại Công ty Song Lưu do người Mỹ quản lý và học tiếng Anh vào ban đêm.

## Những phi vụ đầu tiên
Năm 1913, hai người Mỹ có tên Yashell và Suffert tại Thượng Hải đã mua lại Xưởng phim Á Châu, đồng thời đề nghị Chương làm cố vấn cho họ. Dù thiếu kinh nghiệm làm phim, Chương vẫn nhận việc làm tại xưởng phim. Ông bèn tìm kiếm sự giúp đỡ từ một nhà viết kịch có tiếng là Trịnh Chính Thu, kế đến hai người lập nên Công ty Tân dân Điện ảnh (新民影片公司) để phục vụ việc làm phim cho Xưởng phim Á Châu. Ngay sau đó, họ làm ra bộ phim điện ảnh Trung Quốc đầu tiên, Nan phu nan thê (难夫难妻) vào năm 1913. Tuy nhiên, cả Tân dân lẫn Á Châu đều phá sản bởi không nhận được nguồn cung là các băng ghi phim của Đức do Thế chiến thứ nhất bùng nổ. Sau khi chú ruột qua đời, Thạch Xuyên được dì đề nghị làm quản lý công viên giải trí New World của gia đình. Năm 1916, đạo diễn họ Chương lập nên Xưởng phim Kỳ ảo sau khi các băng ghi phim của Mỹ được bày bán ở Thượng Hải, rồi làm ra tác phẩm Hắc tịch oan hồn (黑籍冤魂), chuyển thể từ một vở kịch. Nhưng xưởng phim sớm ngừng hoạt động, Thạch Xuyên quay lại làm quản lý công ty giải trí rồi bán nó vào năm 1920.

## Công ty Minh tinh Điện ảnh
Năm 1922, Chương và đồng nghiệp cũ Trịnh Chính Thu cùng ba người bạn khác là Chu Kiếm Vân (周剑云), Trịnh Chá Cô (郑鹧鸪) và Nhậm Căng Bình (任矜萍) đã thành lập nên Công ty Minh tinh Điện ảnh. Do xuất thân từ doanh nhân và chịu ảnh hưởng từ phương Tây, ưu tiên chính của Chương là lợi nhuận, khác hẳn so với người bạn cộng sự Trịnh Chính Thu, một nhà viết kịch có gốc gác quý tộc đề cao vai trò của điện ảnh trong việc cải cách xã hội và giác ngộ đạo đức. Những tác phẩm đầu tiên của xưởng phim, như Vua hài ghé thăm Thượng Hải (1922) chủ yếu mang xu hướng thị trường, Thạch Xuyên đồng thời còn chỉ đạo làm các bộ phim đề tài đạo đức do Chính Thu chắp bút sáng tác như Cô nhi cứu tổ ký (1923) – một bộ phim thành công về mặt phòng vé. Khi Hỏa thiêu Hồng Liên Tự (1928) của Chương Thạch Xuyên trở thành hiện tượng phòng vé, ông đã cho ra đời thêm 17 phần hậu truyện trong 3 năm kế tiếp. Tác phẩm đánh dấu bước khởi đầu của dòng phim võ thuật cực kỳ nổi tiếng, và nhiều hãng phim đã đua nhau làm những bộ phim tương tự như vậy.
Năm 1928, Minh tinh trở thành một công ty cổ phần giới hạn và buộc phải đăng ký với chính phủ để bán các thước ghi phim cho khán giả. Trong suốt 17 năm hoạt động, Chương làm giám đốc và tổng giám đốc của công ty. Dưới sự lãnh đạo của ông, Minh tinh từng trở thành xưởng sản xuất phim lớn nhất Trung Quốc lúc bấy giờ. Trong dịp hợp tác với nhà làm phim Hồng Thâm, Chương đã chỉ đạo làm bộ phim Ca nữ hồng mẫu đan (1931), bộ phim có tiếng đầu tiên của Trung Quốc.

## Nhật Bản chiếm đóng và hậu chiến
Với sự bùng nổ của chiến tranh Thái Bình Dương vào năm 1941, quân Nhật đã chiếm đóng Khu định cư quốc tế Thượng Hải vốn nằm dưới quyền kiểm soát của Anh và Mỹ, đồng thời hợp nhất các xưởng phim còn lại của Thượng Hải thành Công ty Sản xuất Phim Liên hiệp Trung Quốc. Dưới sự quản thúc của Nhật, Thạch Xuyên chịu trách nhiệm làm giám đốc chi nhánh và đạo diễn của công ty.
Sau khi Nhật Bản đầu hàng ở cuối Thế chiến thứ hai, Chương bị cáo buộc phản quốc vì làm việc cho Nhật nhưng không chính thức bị truy tố. Ông có thời ngắn làm việc tại Hồng Kông cho Công ty Phim Đại Trung Hoa và tại Thượng Hải cho Công ty Phim Đại Đồng, nhưng chưa bao giờ thoát khỏi cái mác Hán gian. Ông qua đời tại Thượng Hải vào năm 1953 hoặc 1954, thọ 64 tuổi.

## Dấu ấn
Thạch Xuyên được xem là một trong những vị cha đẻ của điện ảnh Trung Quốc. Ông đã chỉ đạo khoảng 150 bộ phim trong suốt sự nghiệp của mình, trong đó có Lao công chi ái tình (劳工之爱情 - 1922), tác phẩm điện ảnh Trung Quốc hoàn chỉnh lâu đời nhất còn sót lại ngày nay); Cô nhi cứu tổ ký (孤兒救祖記 – 1923), một trong bom tấn phòng vé phim ảnh Trung Quốc đầu tiên; Hỏa thiêu Hồng Liên Tự (火燒紅蓮寺 - 1928), bộ phim võ thuật đầu tiên và Ca nữ hồng mẫu đan (1931), bộ phim có tiếng đầu tiên của Trung Quốc.
Dưới sự điều hành của Chương, Minh tinh từng là xưởng phim lớn nhất và giàu ảnh hưởng nhất tại Trung Quốc. Nhiều đạo diễn và biên kịch giàu tầm ảnh hưởng như Hồng Thâm, Trình Bộ Cao, Hạ Diễn, Âu Dương Dư Thiến, Trầm Tây Linh, Sái Sở Sinh và Dương Hàn Sinh đều khởi nghiệp hoặc phát triển sự nghiệp phim ảnh tại Minh tinh.